# 烏茲別克斯坦的俄羅斯人
俄羅斯族，是烏茲別克斯坦的一个少数民族，据美国中情局统计，2017年，乌兹别克斯坦的俄罗斯族占全国总人口的2.3%，为该国第四大民族。
在蘇聯時，史達林将大量俄罗斯族迁入乌兹别克斯坦定居，多數住在首都塔什干與布哈拉等大城市，蘇聯解體後因經濟原因和乌兹别克斯坦政府實行烏兹别克化排斥俄罗斯族，并限制俄语使用范围，多數人返回俄羅斯。